# 除目抄
除目抄（じもくしょう）とは、除目に関する有職故実や作法を解説した書物。

## 概要
除目は公事の中でももっとも重要な儀式の1つであり、多くの公家によって同名の書物が書かれた。『群書類従』に所収されているものは、鎌倉時代中期に官務中原師弘によって記されたもので、除秘抄とも呼ばれている。
他にも藤原伊通が『九条相国除目抄』とも呼ばれる同名の書（散逸）を著し、九条良経の『春除目抄』『秋除目抄』の総称としても用いられている。